# Departamento de Llaima
| Departamento de Llaima | Departamento de Llaima                               |
| ---------------------- | ---------------------------------------------------- |
| Cabecera:              | Lautaro (1907)                                       |
| Superficie:            | km²                                                  |
| Habitantes:            | hab                                                  |
| Densidad:              | hab/km²                                              |
| Subdelegaciones:       | - 1a Lautaro - 2a Galvarino - 3a Muco - 4a Lonquimai |
| Municipalidades:       | - capital departamental: - Lautaro (desde 1907)      |
| Ubicación              |                                                      |
|                        |                                                      |

El Departamento de Llaima es una antigua división territorial de Chile. Perteneció a la antigua provincia de Cautín. La cabecera del departamento fue Lautaro. 
Con la ley 1959 de 8 de julio de 1907 (D.O.12 de julio de 1907), el presidente Pedro Montt crea el Departamento de Llaima con capital Lautaro, segregándose el territorio de la 3a Subdelegación Lautaro del Departamento de Temuco. 
En sus primeros artículos la ley 1959 fija la cabecera y los límites del nuevo departamento.
- "ARTICULO PRIMERO Créase en la provincia de Cautín un nuevo departamento que se denominará Llaima i tendrá por capital la población de Lautaro".
- "ART. 2-o El departamento de Llaima tendrá los siguientes límites: 
  - al norte, el límite sur de las provincias de Malleco i Bío-Bío;
  - al oriente, la República de Argentina;
  - al sur, las cumbres más al tas de las serranías, a partir de la cima más occidental i siguiendo por la cumbre del cerro Ney hasta llegar al cerro Trihue i que dividen las aguas a las hoyas del río Quillén i del Cautín, el río Quintrilpe hasta su nacimiento i de aquí una línea recta al volcán Nevado, en la cerdillera de Pemehue, i las altas cumbres que siguen al sureste de dicho volcán, dirijiéndose a Pino Hilachento i que continúanen la misma dirección hasta el paso de Icalma en el camino de Llaima a ese valle, i desde Icalma por los cordones más altos has ta tocar el límite divisorio con la República Argentina i que dividen las aguas a las hoyas del río Bío-Bío, del Quepe i del Allipen;
  - al poniente una línea recta que, partiendo del vado Campamento en el Quillen, se dirige ala cima del cerro Cuel i de aquí a la punta más occidental del Nielol que se halla en el mismo cordón del cerro Ney i el camino que sale del cerro Trihue hacia la estación de Pillanlelbun hasta la calle que pasa por el cos tado sur i de aquí una recta al vado Cuevas ".

El 30 de diciembre de 1927, con el DFL 8582, el departamento de Llaima pasa a conformar el nuevo Departamento de Lautaro, junto con algunos territorios de otros departamentos. y pasa a depender de la nueva Provincia de Cautín.

## Límites
El Departamento de Llaima limitaba:
- al norte con el Departamento de Mariluán y Provincia de Biobío.
- al oeste con el Departamento de Temuco
- al sur con el Departamento de Temuco
- Al este con la Cordillera de los Andes

## Administración
La Ilustre Municipalidad de Lautaro se encargaba de la administración local del departamento, con sede en Lautaro, en donde se encontraba la Gobernación Departamental. 
La Municipalidad de Lautaro había sido creada el 22 de diciembre de 1891 y administraba la Subdelegación 3a Lautaro en el departamento de Temuco.
En 1927 con el DFL 8582 el departamento de Llaima pasa a formar parte del nuevo Departamento de Lautaro.

## Subdelegaciones
Las subdelegaciones establecidas en el artículo 3° de la ley 1959 de 1907, son las siguientes:
- 1a, Lautaro
- 2a, Galvarino
- 3a, Muco
- 4a, Lonquimai (Lonquimay)